# Bataille de Stoke
Pour un article plus général, voir Guerre des Deux-Roses.
Guerre des Deux-Roses
Batailles
La bataille de Stoke ou bataille de Stoke Field,  qui a lieu le 16 juin 1487, oppose l'armée du roi d'Angleterre Henri VII à des troupes rebelles menées par John de la Pole, comte de Lincoln, de sang royal, au nom d'un faux roi couronné à Dublin le 24 mai précédent, « Édouard VI », en réalité, Lambert Simnel, sur lequel on sait peu de choses.
Cette bataille peut être considérée comme le dernier soubresaut de la guerre des Deux-Roses, qui a opposé de 1455 à 1485 les maisons d'York et de Lancastre (puis Tudor). Elle a lieu deux ans après l'avènement d'Henri VII, premier roi de la dynastie des Tudor, vainqueur de Richard III. John de la Pole, que Richard III avait choisi comme héritier présomptif, a repris, après avoir fait sa soumission au vainqueur, les intérêts des York, peut-être d'ailleurs en vue de son propre avènement.
La bataille a lieu dans le Nottinghamshire, dans un endroit proche de l'actuel village d'East Stoke, situé à 20 km au nord-est de Nottingham, sur la Trent.

## Contexte

### John de la Pole et Henri VII
Henri VII occupe le trône d'Angleterre après avoir vaincu Richard III, à Bosworth en août 1485. Il a essayé de renforcer sa position en épousant Élisabeth d'York, fille d'Édouard IV. La maison d'York n'a plus qu'un représentant masculin, le cousin de la reine, Édouard Plantagenêt, comte de Warwick (fils de George, duc de Clarence), mais il est emprisonné à la tour de Londres.
John de la Pole, bien que réconcilié officiellement avec Henri VII, est aussi un prétendant au trône, quoique de rang inférieur à Édouard. En effet, Richard III, sans descendance mâle, en avait fait son héritier en mars 1485. 

### Le complot contre Henri VII
Au début de 1487, un homme d'Église attire l'attention de John de la Pole sur un enfant, Lambert Simnel (vers 1477-1525), qui ressemble assez à Édouard de Warwick (1475-1499) et qu'il serait possible de présenter comme le prince, soi-disant évadé. Le comte de Lincoln voit là une occasion de revanche.

### Le soutien de Marguerite d'York, duchesse douairière de Bourgogne
Il quitte la cour le 19 mars 1487 pour Malines (duché de Brabant, dans les Pays-Bas bourguignons), où réside la cour des ducs de Bourgogne de la maison de Valois, représentés par la veuve de Charles le Téméraire, Marguerite d'York, duchesse douairière de Bourgogne, grand-mère du duc Philippe le Beau, né en 1478, qui règne sous la tutelle de son père, le régent de l'État bourguignon, Maximilien d'Autriche, veuf de Marie de Bourgogne. 
Marguerite d'York fournit à John de la Pole une aide financière et militaire[réf. nécessaire] avec 1 500 mercenaires allemands et suisses, sous le commandement de Martin Schwartz. Lincoln  est rejoint à Malines par plusieurs autres rebelles de haut rang partisans de la maison d'York (en abrégé : « yorkistes »), en particulier Francis Lovell (« Lord Lovell »), Richard Harleston, ancien gouverneur de Jersey, et Thomas David, capitaine de la garnison anglaise de Calais.

## La guerre pour «Édouard VI»

### Le couronnement de Dublin (24 mai 1487)
Les yorkistes se rendent à Dublin où ils arrivent le 4 mai 1487. John de la Pole recrute d’abord 4 500 mercenaires irlandais de plus. 
Le 24 mai,  avec le soutien de la noblesse et du clergé irlandais, il fait couronner Lambert Simnel comme roi d'Angleterre sous le nom d’« Édouard VI ». 

### Offensive yorkiste en Angleterre
Lincoln et son armée passent ensuite en Angleterre, débarquant dans le Lancashire le 4 juin et se dirigeant vers York, couvrant à marche forcée plus de 300 kilomètres en cinq jours. Mais la ville ne se rallie pas. 
Dans la nuit du 10 juin, 2 000 hommes commandés par Lovell dispersent une force ennemie de 400 hommes dans le Yorkshire du Nord.
Lincoln, tout en envoyant une partie de son armée faire diversion pour attirer l'armée royale dans le nord du royaume, se dirige à la tête du corps principal vers le sud. Il est ralenti par quelques escarmouches près de Doncaster ce qui permet à Henri VII de recevoir des renforts, qui arrivent à Nottingham le 14 juin. 
Le lendemain, Henri VII part à la rencontre de l'armée rebelle et, le matin du 16 juin, son avant-garde localise les yorkistes aux alentours du village d'East Stoke.

## La bataille
Elle fait rage pendant près de trois heures avant de tourner très nettement à l'avantage de l'armée royale. 

## Suites et conséquences
Presque tous les officiers de l'armée yorkiste, dont John de la Pole, sont tués. 
Lambert Simnel est capturé, mais  Henri VII, conscient que le jeune garçon n'a pas vraiment de responsabilité dans cette affaire, lui pardonne et lui donne un emploi dans ses cuisines.